# Hertie School
Hertie School (tr. Școala Hertie de bună guvernare) este o universitate privată germană, înființată în 2003 de fundația conservatoare Hertie cu scopul de a crea experți în politici publice. Predarea este în limba engleză, aproximativ jumătate din studenți provenind din străinătate. 

## Descriere

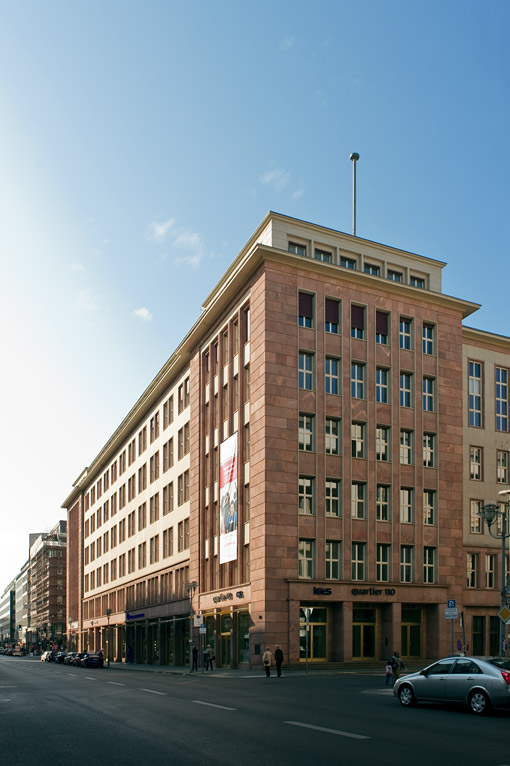

### Studii masterale
Hertie School a fost acreditată în februarie 2005 de statul german. Sunt oferite două programe de master: Master of Public Policy (MPP) și Executive Master of Public Management (EMPM). 
Masterul de politici publice (Master of Public Policy) este gândit ca un program consecutiv studiilor de licență sau postgradual (după alte studii similare). Materiile predate sunt microeconomia, macroeconomia și negocierile, precum și managementul politic și dezvoltarea formelor de bună guvernare. Partea practică este acoperită de studii de caz, un stagiu de 8 săptămâni și de dizertația masterală. 
Masterul de management public (Executive Master of Public Management) este adresat persoanelor care au în prealabil deja experiență în câmpul muncii, mai exact în administrația statală, economie sau societatea civilă. Poate fi absolvit într-un an, la frecvență plină, sau în doi ani, în paralel cu activitatea profesională. 

### Studii doctorale
Din septembrie 2008 a fost introdus un program doctoral în cadrul proiectului Berlin Graduate School for Transnational Studies (BTS), sub auspiciile colaborării Hertie School cu Universitatea Liberă din Berlin și cu Wissenschaftszentrum Berlin für Sozialforschung (tr. Centrul de cercetare socială din Berlin).
Wissenschaftsrat, consiliul consultativ al governului federal, s-a pronunțat în 2011 pentru acordarea către universitate a dreptului limitat de a introduce studii doctorale.  Astfel, din septembrie 2012, Hertie School oferă propriul program doctoral, structurat pentru a fi absolvit în trei ani. Absolvirea sa poate fi certificată la alegere cu titul PhD in Governance sau cu Dr. rer. pol.

## Profesori
- decanul Helmut K. Anheier
- Henrik Enderlein
- Jobst Fiedler
- Alexander Graser
- Mark Hallerberg
- Gerhard Hammerschmid
- Anke Hassel
- Klaus Hurrelmann
- Markus Jachtenfuchs
- Mark Andreas Kayser
- Claudia Kemfert
- Nico Krisch
- Stein Kuhnle
- Alina Mungiu-Pippidi
- Claus Offe
- Ulrich K. Preuß
- Andrea Römmele
- Kai Wegrich